# Aussie Elliott
Aussie Elliott  (Oklahoma, 1914 – Sapulpa, Oklahoma, 1934. február 3.) amerikai bűnöző volt a nagy gazdasági világválság idején. Leghírhedtebb társa Pretty Boy Floyd volt.
Bankrablásért először 1932-ben került börtönbe az oklahomai McAlesterben, de ugyanezen év augusztus 14-én sikerült megszöknie. Nem sokkal ezután csatlakozott Floydhoz és társához, George Birdwellhez. Együtt rabolták ki a Sallisaw-i bankot, a zsákmány 2530 dollár volt. Annak ellenére, hogy az augusztus 20-ai henryettai bankrablásuk több szemtanúja is felismerte őt, a bűncselekményt a Ford Bradshaw banda számlájára írták. Henryettában 11 352 dollárt vittek el a pénzintézetből.
1933. január 12-én Elliott Adam Richettivel és Edgar Dunbarral háromezer dollárt rabolt a Missouri államban található Ash Grove-ban. Ezután Richetti testvérénél rejtőzött el Bolivarban. Négy hónappal később Creek Countyban elfogták és börtönbe zárták, ahonnan október 28-án megszökött. Annak ellenére, hogy a hatóságok hajtóvadászatot indítottak utána, nem hagyta el Oklahomát.
1934. február 3-án Sapulpánál két másik bűnöző, Raymond Moore és Eldon Wilson társaságában tűzharcba keveredett a rendőrökkel. A lövöldözésben a három rabló, valamint Tom Brumley, a település rendőrfőnöke és Charles Lloyd járőr meghalt.

## Fordítás
- Ez a szócikk részben vagy egészben  az   Aussie Elliott című angol Wikipédia-szócikk fordításán alapul.  Az eredeti cikk szerkesztőit annak laptörténete sorolja fel. Ez a jelzés csupán a megfogalmazás eredetét és a szerzői jogokat jelzi, nem szolgál a cikkben szereplő információk forrásmegjelöléseként.